# Українська конфедерація карате
Українська конфедерація карате (УКК) — громадська спортивна організація, що діє на території України та об’єднує окремі школи і клуби бойових мистецтв, переважно напрямку карате. Організація декларує мету сприяння розвитку карате в Україні. Проте з 2014 року, а особливо після 2022 року, діяльність УКК неодноразово ставала предметом критики через підозри в підтримці зв’язків з проросійськими структурами.

## Історія
Українська конфедерація карате була створена у 2010-х роках як альтернатива іншим всеукраїнським федераціям бойових мистецтв. Вона позиціонує себе як об’єднання різних стилів і шкіл карате без домінування одного напрямку.
На відміну від офіційно визнаної Української федерації карате, яка є членом WKF — єдиної міжнародної організації, що має статус олімпійської, — УКК не має визнання міжнародних олімпійських структур, але співпрацює з низкою альтернативних федерацій, у тому числі з організаціями, зареєстрованими в Російській Федерації.

## Діяльність
Організація проводить національні змагання, семінари та атестації для спортсменів. Частина цих заходів організовувалась у співпраці з представниками російських спортивних федерацій або за участі спортсменів із РФ після 2014 року, що викликало публічну критику. Керівником та засновником УКК є одіозний політик, член  ОПЗЖ ,колишній депутат Дніпровської мііської ради Сергій Михайлович Шапран, який по неофіціним джерелам перебуває в Криму (м. Ялта), де являється віцепрезидентом проросійської світової конфедерації карате , що зареєстрована в м. Чебоксари (російська федерація). Керівник - Вячеслав Тимофеєв

## Критика
Після початку повномасштабної війни Росії проти України у 2022 році, увага до проросійських контактів в українському спортивному середовищі зросла. Деякі журналістські розслідування та громадські активісти зазначали, що представники УКК підтримували участь у змаганнях, організованих у Росії, або брали участь у заходах за участі російських структур.
У публічному просторі з’являлися звинувачення в поширенні проросійської риторики, зокрема тез про «єдність слов’янських народів», «спорт поза політикою» тощо. Керівництво УКК перебуває у стосунках та очолює керівні посади у проросійській версії WKC\FW

## Реакція
Громадські організації та частина спортивної спільноти закликали до припинення діяльності спортивних структур, пов’язаних із країною-агресором. Станом на 2025 рік, немає відомостей про офіційне припинення діяльності УКК з боку державних органів.